# 千年戦争アイギス
『千年戦争アイギス』は、DMM GAMESが開発しDMM.comより配信されているタワーディフェンスタイプのブラウザゲーム。2013年10月プレサービス開始。略称は「アイギス」。パソコン版とスマートフォン版（iOS版、Android版）で配信されており、一般版と成年向けR18版（千年戦争アイギスR）に分けて配信されている。（iOS版は一般版のみ）

## ゲームシステム
本作は、育成要素のあるタワーディフェンスゲームである。
ブラウザゲームは一般的に、システムを簡略化してプレイヤーの負担を減らす傾向が強いが、本タイトルにはその傾向が無く、ゲーム性が強いとされる。
また、同時代のソーシャルゲームと同様、ガチャでユニットが得られる、毎週に近い頻度でイベントが開催される、といった特徴を持つ。
プレイヤーは祖国を滅ぼされた「王子」として、女神アイギスの力により召喚されたユニット（兵士）と共に祖国奪還を目指す。ユニットのレアリティは「アイアン」「ブロンズ」「シルバー」「ゴールド」「プラチナ」「ブラック」「サファイア」に分けられ、プラチナ以降のレアリティでは課金アイテムによる召喚、関連書籍やイベントで配布されるシリアルコードによる召喚でしか入手できないものもわずかに存在するため、ユニットをコンプリートしたければ、運営開始からゲームの課金だけでなく、関連物を購入する必要があるため、2021年現在の新規で始めた場合、不可能になる。

ただし運営は過去のユニット復刻をさせない方針を取っているため、実際に苦情が寄せられた際、「ガチャ・イベント・交換所以外でのキャラクターの復刻はありません」と明言している。
ゲームの大元の流れとしては、神殿での「召喚」や、ステージやミッションの報酬として手に入れたユニットでパーティを組んでステージ上に配置し、出現地点からゴール地点を目指して侵攻する敵を阻止し、規定数の敵を倒してステージをクリアすることを目標としている。ユニットは大きく分けて近距離型・遠距離型に大別され、近距離型はステージの道に、遠距離型は道から外れた場所と、配置できる場所が予め定められている。また、一度配置したユニットはその場から動かすことができないため、敵の進行とユニットの性能に合わせた的確な位置決めと、素早い配置が求められる。
ミッションをプレイするためには、当初は「カリスマ」と「スタミナ」の2種の数値を消費していたが、2023年4月のアップデートで「カリスマ」のみに一本化された。カリスマは3分で1ポイント（上限はレベルにより増加する）回復し、どの程度消費するかはプレイするミッションにより異なる。
課金での召喚や、ゲーム機能の拡張は全て「神聖結晶（1個100円前後）」という課金アイテムを消費して行う。神聖結晶は主人公のレベルアップや、ステージを最高ランク（☆☆☆）でクリアした際の初回ボーナス、ログイン時のボーナスやゲーム内イベントで配布される場合もある。

## ストーリー
遥か昔、人と魔物の終わりなき戦い『千年戦争』があった。絶望の淵にあっても諦めなかった一人の男に女神アイギスが魔物を打ち払うための力を与え、男はついに魔王を倒したが、首を落とされた魔王の死体からは、なおも魔物が溢れ出てくる。この事態を収拾するため、女神アイギスは魔王を自分ごと封印して魔物の出現を食い止めた。こうして『千年戦争』の幕が閉じ、やがて男は王国を築き上げ、後に「英雄王」と称された。
幾年月が流れた現在。
魔物の軍団が突如姿を現し、英雄王が築いた王国が魔物たちにより滅亡した。辛くも脱出した王子は女神アイギスの神殿にたどり着き、彼女の力により召喚された戦士たちと共に、王国奪還に向けて反撃を開始する。

## 主要登場人物
担当声優はドラマCD版でのキャスト。
王子
声 - 畠中祐
物語の主人公で、名前はDMMゲームスのアカウントに紐付けされたニックネームに準ずる。かつて魔王を打ち倒した「英雄王」の子孫で、滅ぼされた王国を復興するために各地をめぐり仲間を集める。
パーティーキャラクターの一覧には表示されないが、どのステージでも必ずパーティーの一人として含まれる。
政務官アンナ
声 - M・A・O
王子の側近の1人で、秘書の役割をこなす少女。メニュー画面のナビゲーター役を務めるキャラクター。
戦術教官ケイティ
声 - Lynn
王子（プレイヤー）に戦闘の基礎を教える「ケイティの戦術指南クエスト」に登場する女性教官。ユニットの一種であるゴールドクラスのソルジャーとしても登場する。
女神アイギス
声 - 斎藤千和
千年戦争以後、魔物を封印していた女神。封印の力が弱まってしまったことで復活した魔物を食い止めるため、自らの力で召喚した兵士を王子の仲間に加える。
白の皇帝
王子の王国とライバル関係にある「白の帝国」の皇帝。アイギスとは異なる女神「アダマス」の力を宿した「アダマスの神器」を持つ。
女神アダマス
アイギスと共に人間の味方をする女神。白の帝国で崇拝されている女神であり、後述の「帝国プレミアム召喚」を行う際には彼女が背景に登場する。
女神ケラウノス
人間を下等な生物として愚弄し、滅ぼそうとする悪の女神。
暗黒騎士
王子の命を狙う、黒ずくめの鎧兜に身を包んだ男で「暗黒騎士団」の団長。王子を倒すためならば手段は選ばず、様々な勢力と手を組んで挑んでくるが、自分の立てた作戦に自惚れたスキを突かれたり、敵を利用しようと思ってもうまく行かなかったりと、間抜けな面が多く見受けられるが、騎士としてのプライドはそれなりに持ち合わせている。
魔王ガリウス
魔界から現れ、千年戦争を引き起こした張本人。千年戦争当時に生きていた一人の青年の体に憑依している。
魔王親衛隊シャディア
人間でありながら魔王軍の幹部を務める女性。魔王ガリウスが憑依している青年の妹であり、兄に憑依している魔王の力の影響で千年戦争当時から生きている人間の一人。兄の体を取り戻すために復讐の機会を狙っていたが失敗し、王子の軍に加わる。
デシウス
暗黒騎士と同じく黒ずくめの鎧兜に身を包んだ男。力を得るためなら手段を選ばず、卑劣な手段を使い逃げ足も早いなど暗黒騎士のようなプライドは見られない。しかしその行動もとある目的を達成するためであり、王子を倒すために一時的に条件付きで仲間となった者との約束は守ったり、王子を自分の手で倒すためとはいえ加勢したりと義理堅い一面も持っている。
とあるイベントでは王子たちと協力し目的を達成、幾度か剣を交えたが協力して戦ったこともあったためか王子軍から勧誘されるが、「力を得る為に重ねた罪を償うことはできん」と言い残し王子との決着をつけるためだけに魔王軍に残り、その後は魔王軍幹部となる。目的を達成した後は性格が徐々に丸くなっていき、部下にも慕われているような会話もある。故郷を女神ケラウノスに滅ぼされた過去を持つ。同時期に魔王軍に所属していたシャディアとは敵同士となった後でも親友の間柄になっている。
ゴブリンクイーン
ゴブリンたちの女王、相手を洗脳する高度な魔法を使う。王子たちと幾度かの戦闘の末に負傷、部下のゴブリン博士により「メカゴブリンクイーン」として生まれ変わり、新たにガトリング砲と火炎放射器を装備する。後に魔王軍幹部の一人となる。
クロコ
魔王軍幹部の竜人。雷の魔法を操り、「雷槍」という槍を扱う。勇壮な武人でもあり、多くの部下に尊敬されている。
異界召喚士
魔王軍幹部の一人。異界に繋がる門を生成することが可能、魔界へと繋げモンスターを召喚して戦う。コラボイベントでは他の作品の世界へと繋がる原因として登場することが多い。
クラールフ
深海の王、人型の頭足綱のような外見を持つ。かつての千年戦争では物質界の味方をし英雄王と共に戦っていた、そのためシャディアとの面識もある。再び復活した魔王と英雄王の末裔を見て、今の世界に守るべき価値があるのかを見極めようとする。
ガオレオン
ライオンの姿をした獣人で、3人の娘がいる。シャディアが抜けた後に加わった新たな魔王軍幹部で、正々堂々とした戦いを好む生粋の戦士。「王者の構え」を取っている状態では遠距離攻撃を全て引き付け無効化する能力を持つ。

## メニュー

### ミッションクエスト
ストーリーミッション
本編ストーリーに関わるミッションを攻略する。
曜日ミッション
曜日ごとに定められたミッションを攻略し、キャラクター育成用アイテムの取得を目指す。
戦術指南クエスト
初心者向けに戦闘のテクニックを指南してくれるクエスト。
チャレンジクエスト
ミッションごとに定められた条件の下で出撃し、主に好感度アップアイテムや経験値増加アイテムの取得を目指す。
緊急ミッション
期間限定で行われるミッション。ステージの攻略数や、クリアランクによってアイテムやユニットを取得できる。
大総力戦ミッション
3部隊のパーティーを編成して挑む大規模ミッション。特定の難易度をクリアすると、王子の新しい「称号」を獲得することができ、獲得した称号を切り替えることによって王子の能力を変化させることができる。
ヒストリー
過去に開催された期間限定イベントを選んで挑戦できる。過去の参加状況はそのまま引き継がれる。
塔ミッション
2019年秋に新設された常設ミッション。「英傑の塔」と「統帥の塔」の2種類がある。挑戦の際には専用のチャレンジ回数を消費し、カリスマは消費されない。1階から順にステージをクリアし、アイテムの取得を目指す。英傑の塔では「英傑結晶」、統帥の塔では「統帥結晶」と呼ばれる消費アイテムをクリア時のスコアに応じて獲得することができ、規定の数を集めることで専用の交換所でユニットや召喚チケットを入手できる。

### ユニット
チーム編成
出撃時のパーティを編成する。
合成継承
レベルを上げたいユニットに、他のユニットを合成して経験値を取得させる。
クラスチェンジ
条件を満たしたキャラクターを、現在より上級の職業にランクアップさせる。
第一覚醒・第二覚醒
レアリティが「ゴールド」以上で条件を満たしたキャラクターを、さらに上級の職業にランクアップさせる。第一覚醒した後に条件を満たしていれば、第二覚醒によってさらに上級の職業にランクアップできる。
スキル覚醒
レアリティがゴールド以上で、なおかつスキルレベルが最大のキャラクターのスキルを、別のスキルに変化させる。
ユニット確認
所持しているユニットを確認する。誤廃棄や誤合成を防止するためにロックをかけることも可能。
ユニット引退
不要なユニットを廃棄し、所持金やアイテムに変換する。

### 神殿
ベース召喚
1回2000G（ゲーム内所持金）を消費してユニットを召喚する。1日1回だけ無料で召喚できる。
ベース召喚SP
消費アイテム「結晶のカケラ」を5個消費してユニットを召喚する。ベース召喚より高レアリティのユニットが出る確率が高い。
プレミアム召喚
神聖結晶を50個消費してユニットを召喚する。レアリティが「シルバー」以上のユニットのみ取得でき、時期によっては特定のユニットが出現しやすい「ピックアップ召喚」、召喚されたユニットの初期レベルが高いなどのキャンペーンが行われる場合もある。
カリスマ全回復
神聖結晶を1個消費して、カリスマを全回復する。

### 交換所
定められたアイテムやユニット、所持金等を消費し、別のユニットに交換するメニュー。

### ショップ
課金アイテム「神聖結晶」を購入する、または手持ちの神聖結晶とゲームシステムの拡張アイテムを交換する。

### 交流
ユニットに好感度アップアイテムを与えてステータスを上げる。ある程度キャラクターの好感度を上げると会話シーンが開放され、女性キャラクターの場合はイラスト付きの会話シーンが開放される場合もある。なお、一般版とR18版の差異はほぼこの会話の内容に限られる（期間限定イベントが異なる場合なども稀にある）。「交流クエスト」では、覚醒を果たしたユニット独自のクエストに挑戦することが出来る。

## 開発
本作の元となった企画は現在のものとは違う内容になっており、本作のプロデューサーであるわんこが当初の企画進行者からその企画を引き継ぐ形で本作の開発を進めていった。企画の段階では一般版とR18版の同時配信が計画されていたが、諸事情から先にR18版を配信し、課題を解決した後に一般版の配信となった。
当初の企画では「他プレイヤーのキャラクターを自分のパーティーに参加させる」機能が存在していたが、長所と短所を検討した結果導入が見送られた。
キャラクターの好感度や信頼度の効果が大きくなるように作った理由について、わんこは「本作は基本無料であるため、課金しないと遊べないという事態は避けたかった。課金していいキャラクターを入れたらそれきりというのではなく、手に入れた後も育成することで愛着がわくのではないかと考えた。また、低レアリティユニットでも好感度を上げて強化すれば、課金することなく遊びの幅を広げられる」と、iNsideとのインタビューの中で述べている。

## メディアミックス

### 小説
千年戦争アイギス 月下の花嫁
ファミ通文庫刊。著者：ひびき遊、イラスト：加藤いつわ。
- 千年戦争アイギス 月下の花嫁 2014年11月29日 ISBN 978-4-04-730055-2
- 千年戦争アイギス 月下の花嫁II 2015年03月30日 ISBN 978-4-04-730305-8
- 千年戦争アイギス 月下の花嫁III 2015年08月29日 ISBN 978-4-04-730651-6
- 千年戦争アイギス 月下の花嫁IV 2015年12月26日 ISBN 978-4-04-730854-1 /特装版 ISBN 978-4-04-730853-4
- 千年戦争アイギス 月下の花嫁V 2016年04月30日 ISBN 978-4-04-734095-4
- 千年戦争アイギス 月下の花嫁VI 2016年09月30日 ISBN 978-4-04-734280-4
- 千年戦争アイギス 月下の花嫁VII 2017年01月30日 ISBN 978-4-04-734452-5

千年戦争アイギス 白の帝国編
ファミ通文庫刊。王子のライバル白の皇帝を主人公にした作品。著者：むらさきゆきや、 イラスト：七原冬雪。
- 千年戦争アイギス 白の帝国編 2016年11月30日 ISBN 978-4-04-734346-7
- 千年戦争アイギス 白の帝国編II 2017年03月30日 ISBN 978-4-04-734539-3
- 千年戦争アイギス 白の帝国編III 2017年09月30日 ISBN 978-4-04-734745-8
- 千年戦争アイギス 白の帝国編IV 2019年11月30日 ISBN 978-4-04-735603-0

### 漫画
千年戦争アイギス 英雄の絆
電撃マオウ2016年4月号から2018年12月号まで連載。作画い〜どぅ〜。
1. 2016年8月27日発売 ISBN 978-4-04-892272-2
2. 2017年2月27日発売 ISBN 978-4-04-892740-6
3. 2017年10月26日発売 ISBN 978-4-04-893369-8
4. 2018年5月26日発売 ISBN 978-4-04-893782-5
5. 2019年2月25日発売 ISBN 978-4-04-912244-2